# Messigny-et-Vantoux
Messigny-et-Vantoux és un municipi francès, situat al departament de la Costa d'Or i a la regió de Borgonya - Franc Comtat. L'any 2007 tenia 1.477 habitants.

## Demografia

### Població
El 2007 la població de fet de Messigny-et-Vantoux era de 1.477 persones. Hi havia 515 famílies, de les quals 98 eren unipersonals (53 homes vivint sols i 45 dones vivint soles), 172 parelles sense fills, 225 parelles amb fills i 20 famílies monoparentals amb fills.
La població ha evolucionat segons el següent gràfic:
Habitants censats

### Habitatges
El 2007 hi havia 541 habitatges, 517 eren l'habitatge principal de la família, 8 eren segones residències i 16 estaven desocupats. 470 eren cases i 69 eren apartaments. Dels 517 habitatges principals, 394 estaven ocupats pels seus propietaris, 108 estaven llogats i ocupats pels llogaters i 15 estaven cedits a títol gratuït; 5 tenien una cambra, 25 en tenien dues, 50 en tenien tres, 84 en tenien quatre i 354 en tenien cinc o més. 420 habitatges disposaven pel capbaix d'una plaça de pàrquing. A 180 habitatges hi havia un automòbil i a 312 n'hi havia dos o més.

### Piràmide de població
La piràmide de població per edats i sexe el 2009 era:
| Homes | Edats   | Dones |
| ----- | ------- | ----- |
| 0     | 95 o +  | 0     |
| 0     | 90 a 94 | 0     |
| 4     | 85 a 89 | 4     |
| 12    | 80 a 84 | 12    |
| 12    | 75 a 79 | 24    |
| 8     | 70 a 74 | 16    |
| 36    | 65 a 69 | 28    |
| 28    | 60 a 64 | 16    |
| 32    | 55 a 59 | 16    |
| 60    | 50 a 54 | 64    |
| 60    | 45 a 49 | 72    |
| 76    | 40 a 44 | 76    |
| 44    | 35 a 39 | 32    |
| 28    | 30 a 34 | 40    |
| 8     | 25 a 29 | 16    |
| 36    | 20 a 24 | 20    |
| 28    | 15 a 19 | 40    |
| 88    | 10 a 14 | 52    |
| 52    | 5 a 9   | 40    |
| 16    | 0 a 4   | 24    |

## Economia
El 2007 la població en edat de treballar era de 921 persones, 690 eren actives i 231 eren inactives. De les 690 persones actives 653 estaven ocupades (353 homes i 300 dones) i 37 estaven aturades (16 homes i 21 dones). De les 231 persones inactives 71 estaven jubilades, 104 estaven estudiant i 56 estaven classificades com a «altres inactius».

### Ingressos
El 2009 a Messigny-et-Vantoux hi havia 524 unitats fiscals que integraven 1.364 persones, la mediana anual d'ingressos fiscals per persona era de 26.911 €.

### Activitats econòmiques
Dels 98 establiments que hi havia el 2007, 2 eren d'empreses extractives, 1 d'una empresa alimentària, 3 d'empreses de fabricació d'altres productes industrials, 17 d'empreses de construcció, 16 d'empreses de comerç i reparació d'automòbils, 3 d'empreses de transport, 5 d'empreses d'hostatgeria i restauració, 6 d'empreses d'informació i comunicació, 4 d'empreses financeres, 5 d'empreses immobiliàries, 18 d'empreses de serveis, 12 d'entitats de l'administració pública i 6 d'empreses classificades com a «altres activitats de serveis».
Dels 17 establiments de servei als particulars que hi havia el 2009, 1 era una gendarmeria, 1 oficina de correu, 2 tallers de reparació d'automòbils i de material agrícola, 1 paleta, 4 guixaires pintors, 3 lampisteries, 2 perruqueries, 2 restaurants i 1 tintoreria.
Dels 3 establiments comercials que hi havia el 2009, 1 era una botiga de menys de 120 m², 1 una fleca i 1 una botiga de mobles.
L'any 2000 a Messigny-et-Vantoux hi havia 12 explotacions agrícoles que ocupaven un total de 1.182 hectàrees.

## Equipaments sanitaris i escolars
El 2009 hi havia 2 hospitals de tractaments de mitja durada (seguiment i rehabilitació) i 1 farmàcia.
El 2009 hi havia 1 escola maternal i 1 escola elemental.

## Poblacions més properes
El següent diagrama mostra les poblacions més properes.